# 1,2-双(二甲基膦)乙烷
1,2-双(二甲基膦)乙烷 (dmpe) 是一种在配位化学中的二磷配体。它可通过格氏试剂和1,2-双(二氯膦)乙烷反应制备：
Cl2PCH2CH2PCl2 + 4MeMgI → Me2PCH2CH2PMe2 + 4MgICl